# Drogosze (przystanek kolejowy)
Drogosze – przystanek osobowy w Drogoszach na linii kolejowej nr 353, w województwie warmińsko-mazurskim, w powiecie kętrzyńskim, w Polsce.